# Gullmarsplan (metrostation)
Gullmarsplan is een metrostation aan de groene route van de metro van Stockholm en ligt in de wijk Johanneshov in het stadsdeel Enskede-Årsta-Vantör. Het station werd tegelijk met de Skanstullbrug op 3 september 1946 geopend onder de naam Johanneshov.

## Aanleg

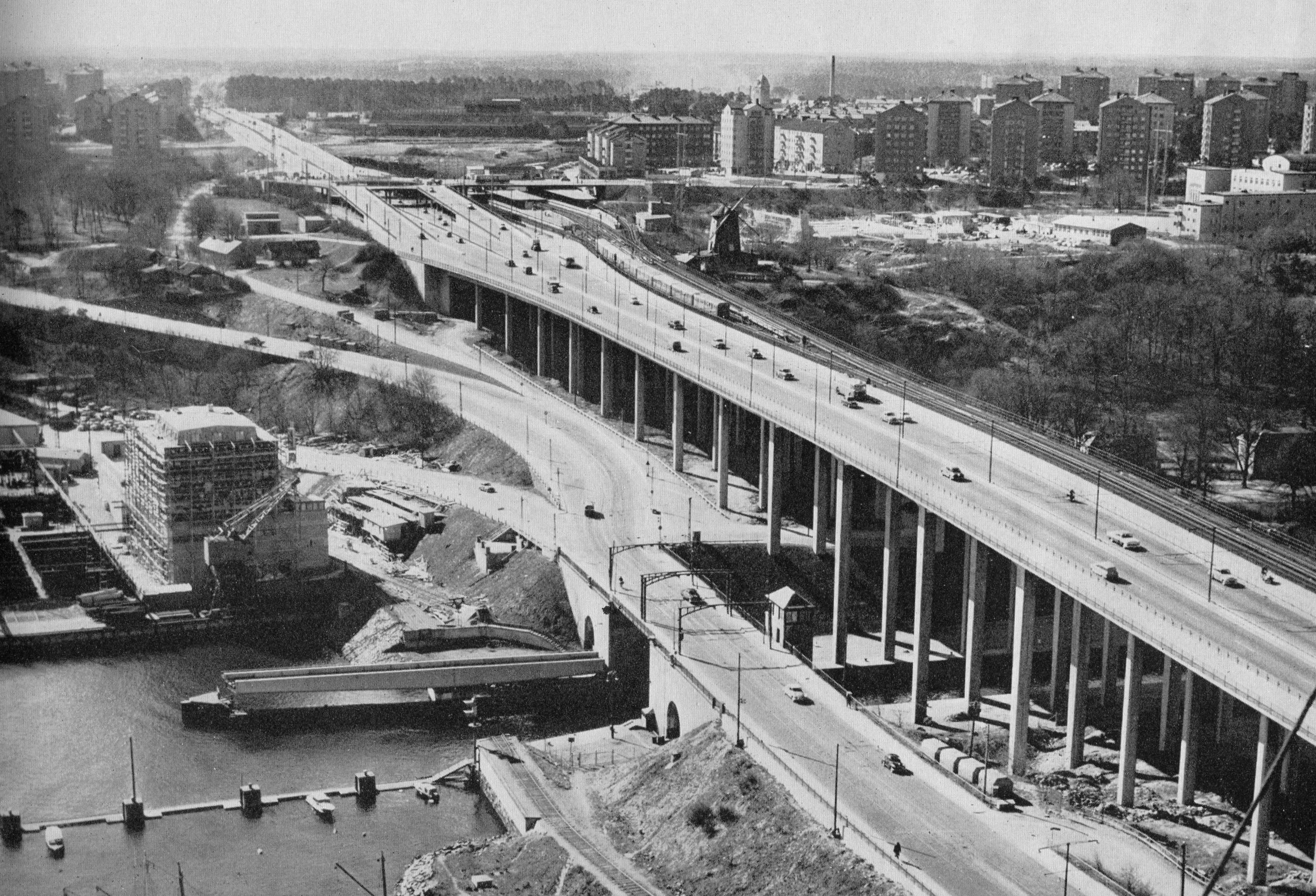
De bruggen en het station in 1962, gezien uit het noorden

In 1941 besloot de gemeenteraad van Stockholm tot aanleg van metrolijnen naar de voorsteden. Aan de westkant werd in 1944 een premetrolijn geopend die via tunnels onder het centrum met de zuidelijke buitenwijken zou worden verbonden. Voor de verbinding naar het zuiden werd de Skanstullbrug gebouwd. De metrobrug (rechts op de foto) werd samen met het station (op de foto rechts van de afrit) op 3 september 1946 geopend, de hoge brug voor de snelweg volgde een jaar later. De brug en het station werden aangelegd ten behoeve van de metro maar tot 1 oktober 1950 werd het tracé gebruikt door de sneltrams van het zuidelijke net, de Enskedebanan (lijn 8) en de Örbybanan (lijn 19). De sneltrams reden toen niet meer over de lage Skansbron (de lage brug op de voorgrond) en het station verving de sneltramhalte Mårtensdal die ten oosten van de begraafplaats (op de foto links van de afrit) lag. Het station werd gebouwd als splitsing en kreeg twee eilandperrons, een voor de treinen naar het noorden, de ander voor die naar het zuiden.

## Metro
Gullmarsplan is een van de drukste metrostations en veruit het grootste in de zuidelijke voorsteden. Het station ligt op 2,3 km van Slussen en is de splitsing van de groene route in twee takken aan de zuidkant. De westtak (T19) loopt richting Hagsätra, de oosttak splitst één station zuidelijker nogmaals in de richtingen Farsta Strand (T18) en Skarpnäck (T17). Bovendien kunnen reizigers hier overstappen op de Tvärbanan die om het centrum heen loopt. Op een gewone winterdag in 2011 passeerden 35.300 reizigers de ingang en waren er 10.100 overstappers tussen de metro en de Tvärbanan. Het ligt op 9,5 kilometer van Alvik, het andere gemeenschappelijke station van de groene route en de Tvärbanan. De splitsing van de sneltramlijnen lag bij het huidige metrostation Globen. Op 1 oktober 1950 werd metrolijn T18 als vervanger van de Enskedebanan geopend. Vanaf dat moment reden de metro's over de oostelijke tak van Johanneshov naar Enskede en de sneltrams van de Örbybanan over de trambaan naar Örby. Op 9 september 1951 was de ombouw van de Örbybanan voltooid en werd de westelijke tak voortaan gebruikt door metro lijn T19. Op 19 november 1958 werd ook lijn T17 tot Bagarmossen geopend en werd de stationsnaam gewijzigd in Gullmarsplan.

## Ligging en architectuur
Het station heeft een toegangshal met poortjes voor elk perron. De ingang van het station ligt aan de Johanneshovsvägen 1-5, op het dak bevindt zich een busstation en aan de zuidkant kunnen reizigers via een voetpad het gebied rond de Globen bereiken. Leif Tjerned is verantwoordelijk voor de artistieke decoratie die werd geïnstalleerd tussen 1995 en 1997. Tegen het plafond dak zijn neon kunstwerken aangebracht, op het perron is een neon sculptuur geplaatst en op de wanden zijn wandschilderingen aangebracht. Daarnaast is ook de opera Keurvorst opgevoerd in het station.

## Galerij

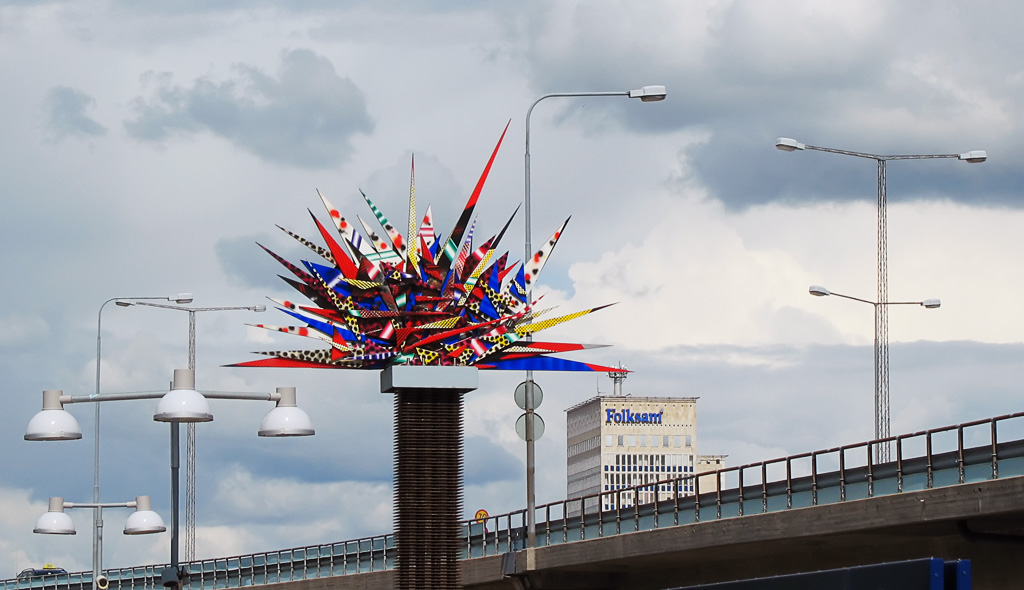
Neonsculptuur "Zenit"
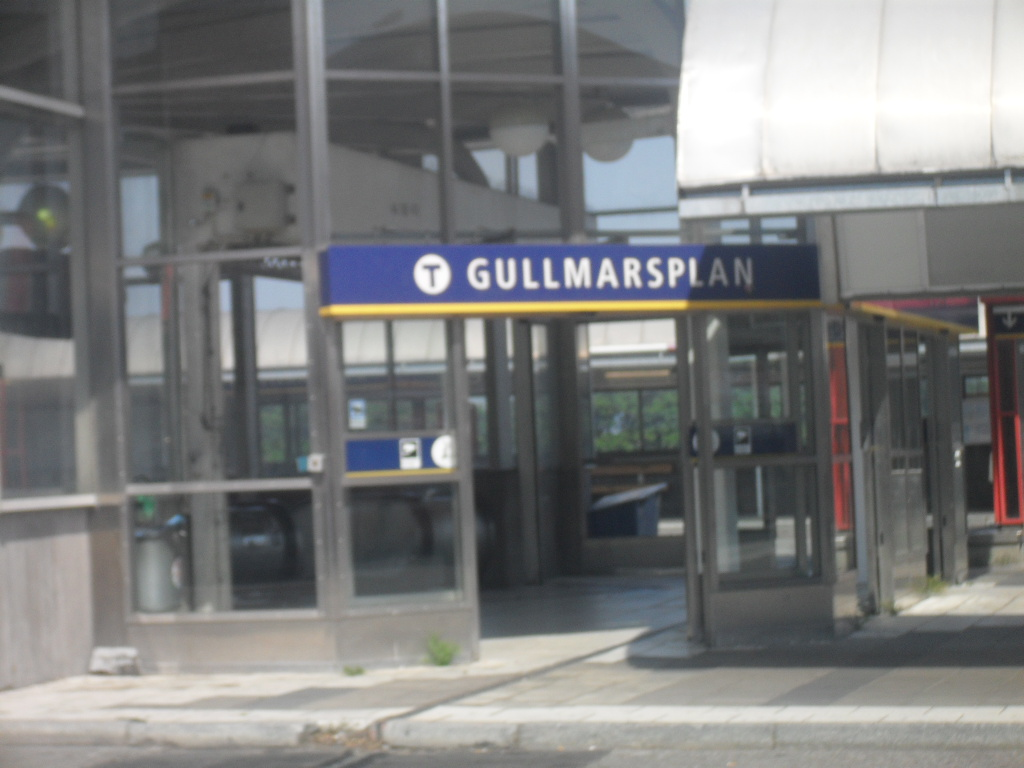
Ingang Gullmarsplan bij het busstation op het dak
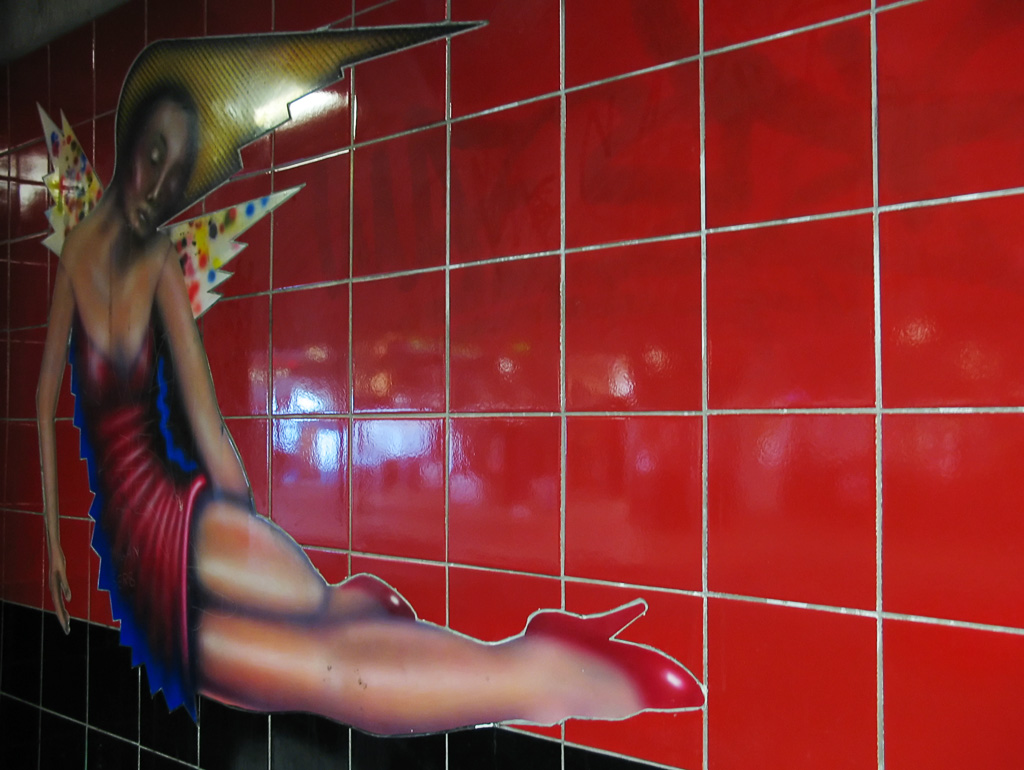
Wandschildering in het station

Åkeshov· 
Brommaplan·
Abrahamsberg· 
Stora Mossen· 
Alvik · 
Kristineberg · 
Thorildsplan  · 
Fridhemsplan · 
S:t Eriksplan · 
Odenplan  · 
Rådmansgatan  · 
Hötorget · 
T-Centralen ·  
Gamla Stan · 
Slussen · 
Medborgarplatsen ·  
Skanstull · 
Gullmarsplan ·  
Skärmarbrink·  
Hammarbyhöjden·  
Björkhagen·  
Kärrtorp ·  
Bagarmossen·  
Skarpnäck
Alvik · 
Kristineberg · 
Thorildsplan  · 
Fridhemsplan · 
S:t Eriksplan · 
Odenplan  · 
Rådmansgatan  · 
Hötorget · 
T-Centralen ·  
Gamla Stan · 
Slussen · 
Medborgarplatsen ·  
Skanstull · 
Gullmarsplan ·  
Skärmarbrink ·  
Blåsut·  
Sandsborg·  
Skogskyrkogården ·  
Tallkrogen·
Gubbängen·  
Hökarängen·
Farsta·
Farsta strand
Hässelby strand · 
Hässelby gård ·
Johannelund ·
Vällingby ·
Råcksta ·
Blackeberg ·
Islandstorget ·
Ängbyplan ·
Åkeshov· 
Brommaplan·
Abrahamsberg· 
Stora Mossen· 
Alvik · 
Kristineberg · 
Thorildsplan  · 
Fridhemsplan · 
S:t Eriksplan · 
Odenplan  · 
Rådmansgatan  · 
Hötorget · 
T-Centralen ·  
Gamla Stan · 
Slussen · 
Medborgarplatsen ·  
Skanstull · 
Gullmarsplan ·  
Globen ·
Enskede gård ·
Sockenplan ·
Svedmyra ·
Stureby ·
Bandhagen ·
Högdalen ·
Rågsved ·
Hagsätra